# Mitogenom-aktivirana proteinska kinaza kinaza
Mitogenom-aktivirane proteinske kinaze kinaze (MAP2K) je enzim koji fosforiliše mitogenom-aktiviranu proteinsku kinazu (MAPK). MAP2K je klasifikovana kao EC 2.7.12.2.
Poznato je sedam gena:
- (aka MEK1)
- (aka MEK2)
- (aka MKK3)
- (aka MKK4)
- (aka MKK5)
- (aka MKK6)
- (aka MKK7)

Aktivatori  (MKK3 i MKK6),  (MKK4 i MKK7), i ERK (MEK1 i MEK2) kinaza definišu nezavisne MAP kinazne puteve prenosa signala.

## Literatura
- Nicholas C. Price; Lewis Stevens (1999). Fundamentals of Enzymology: The Cell and Molecular Biology of Catalytic Proteins (Third изд.). USA: Oxford University Press. ISBN 019850229X.
- Eric J. Toone (2006). Advances in Enzymology and Related Areas of Molecular Biology, Protein Evolution (Volume 75 изд.). Wiley-Interscience. ISBN 0471205036.
- Branden C; Tooze J. Introduction to Protein Structure. New York, NY: Garland Publishing. ISBN 0-8153-2305-0.
- Irwin H. Segel. Enzyme Kinetics: Behavior and Analysis of Rapid Equilibrium and Steady-State Enzyme Systems (Book 44 изд.). Wiley Classics Library. ISBN 0471303097.

## Spoljašnje veze
- Mitogen-Activated+Protein+Kinase+Kinases на 